# ماجد بن عريعر آل حميد
ماجد بن عريعر بن دجين بن سعدون بن محمد بن غرير آل حميد الخالدي، شيخ قبيلة بني خالد واخر حكام الاحساء والقطيف عام 1220 هـ , 1245 هـ

## الاسم والنسب
هو ماجد بن عريعر بن دجين بن سعدون بن محمد بن غرير آل حميد ينتمى الي فخذ ال حميد من قبيلة بنو خالد, لا يعرف عام ولادته لكن من المرجح نهاية القرن الثاني عشر وقد عاش في منطقة الاحساء وما حولها مع اخوته ( سعدون ومحمد وبطين ودجين وزيد ودويحس ) وهو الابن الخامس لعريعر بن دجين آل عريعر واخر حكام الاحساء وشهد على سقوط امارته ولا يعرف مكان وفاته وبأي عام لكن وفاته بعد معركة السبية بشهور قليلة

## العريعر آل حميد
اشتهر حكام الأحساء من بني خالد بلقبهم آل حميد نسبة إلى جد لهم قديم، واشتهروا كذلك بلقب آل غرير نسبة إلى غرير بن عثمان بن مسعود بن ربيعة وأول من حكم فيهم براك بن غرير ، ثم اشتهروا فيما بعد بآل عريعر نسبة إلى عريعر بن دجين بن سعدون بن محمد بن غرير . وظلوا يحكمون الأحساء قرابة مائة وثلاثين عاما حتى انضوت دولتهم تحت الحكم السعودي في العقد الأول من القرن الثالث عشر الهجري.
ومن أبرز الأشخاص الذين ساعدوا براك بن غرير في الاستيلاء على الأحساء ابن عمه محمد بن حسين بن عثمان وشخص آخر اسمه مهنا الجبري. يقول الفاخري «وفي سنة ثمانين بعد الألف استولوا آل حميد على بلد الأحساء، أولهم براك آل غرير ومعهم محمد بن حسين بن عثمان ومهنا الجبري وقتلوا عسكر الباشا الذي في الكوت وطردوهم.»  ويبدو أن براك بن غرير حالما تمكن من السلطة سارع إلى تصفية أبرز الأشخاص الذي ساعدوه في إجلاء الترك من الأحساء، إما بقتلهم أو إبعادهم، ربما لخشيته من بروزهم كمنافسين له على السلطة وفي مطلع القرن الثالث عشر الهجري كانت الدرعية قد وصلت إلى درجة من القوة جعلتها تتدخل في الشؤون الداخلية لدولة آل عريعر- تلك الدولة التي كانت ترهب جانبها جميع القوى المحلية في نجد. ففي عام 1204هـ غزا سعود بن عبد العزيز الأحساء ومعه زيد بن عريعر- بعد موت أخيه سعدون- وتقابل الجيشان في موقع يسمى غريميل وانهزمت جيوش بني خالد وفر دويحس وخاله عبد المحسن إلى المنتفق. وولى سعود بن عبد العزيز زيدا على الأحساء. وأرسل زيد كتابا إلى خاله عبد المحسن بن سرداح يعده فيه إن هو عاد إلى الأحساء أن يسلمه مقاليد الأمور. وما أن عاد عبد المحسن من المنتفق ووصل ديار بني خالد وتمكن منه زيد حتى سارع بقتله. وثار بنو خالد على زيد بن عريعر لإقدامه على قتل خاله عبد المحسن وانحازوا إلى براك بن عبد المحسن السرداح. ولما علم الإمام سعود بذلك سار بجيوشه إلى الأحساء وهزم جيوش بني خالد على اللصافة واللهابة وفر براك بن عبد المحسن والتجأ عند المنتفق. واستولى الأمام سعود على الأحساء وأقام محمد الحملي أميرا عليها. وبعد شهر من رحيل الإمام سعود من الأحساء نقض أهلها البيعة وشدوا على الأمير محمد الحملي وقتلوه وولوا أمرهم زيد بن عريعر. وبعد فترة من الاضطرابات والفتن انتهى حكم آل عريعر ودخلت الأحساء تحت طاعة الإمام عبد العزيز بن محمد بن سعود الذي عين أميرا عليها من قبله براك بن عبد المحسن السرداح ويتزامن استيلاء عريعر بن دجين على السلطة في الأحساء مع بداية حقبة الدرعية التي تبدأ في التداخل مع الحقبة الغريرية، حسب تحقيبنا السابق لمسيرة الشعر النبطي ومراحل تطوره. وحيث أنه سبق القول بأننا في رصدنا لبدايات الشعر النبطي وتتبع مراحله الأولى سنتوقف عند حقبة الدرعية فإننا لن نتوقف كثيرا عند شعراء المراحل الأخيرة من الحقبة الغريرية التي تتداخل مع حقبة الدرعية، عدا من كان إنتاجهم يمثل امتدادا طبيعيا للمراحل الأولى من تلك الحقبة وبعض الاستثناءات ذات الأهمية الخاصة مثل قصيدة زيد بن عريعر، آخر أمراء دولة آل حميد، التي يتوجد فيها على ملكهم الضائع ويندب حظهم العاثر

## امارة الاحساء
تولى الحكم عام (1220هـ) وبعد فتح الامام سعود الاحساء واسناده الامارة إلى ماجد بن عريعر تحركت في ماجد النزعة الاستقلالية لاستعادة أمجاد اسرته فتنكر لآل سعود وقطع عنهم الجرايات السنوية وأعلن استقلال دولته والتف حوله المؤيدين من بني خالد وغيرهم وكانت القطيف تعتبر اقوى ممالك بني خالد كما يذكر  وكان أميرها محمد بن عريعر وكان يسانده الزعيم الكبير زعيم القطيف احمد بن غانم، وكانت عنك مدينة كبيرة. وربما كانت تلك المرقفان تدفن في باطنها المدينة المندثرة والتي نشأت عليها عنك الحديثة. ولم تكن لدى المهشوري القوة الكافية للدفاع عن البلاد وقلعة القطيف التي هي اقوى معقل لدولة بني خالد

## معاركة
- مناخ الرضيمة: معركة مناخ الرضيمة حدث عام 1823م/1238 هـ وأستمر 3 شهور في الرضيمة شمال شرق الرياض بين أتباع ماجد بن عريعر آل حميد وحلفائهم من عنزة وسبيع ضد تحالف قبلي من مطير ومن العجمان والدواسر والسهول و انتصر التحالف القبلي بقيادة مطير [7]

- معركة السبية: معركة حدثت في أول شعبان من عام 1245هـ/1830 بين الدولة السعودية الثانية بقيادة تركي بن عبد الله ال سعود ودولة بني خالد بقيادة محمد بن عريعر آل حميد وأخوه ماجد بن عريعر حاكم شرق شبه الجزيرة العربية وشيخ بني خالد، كانت الغلبة والقوة ل دولة بني خالد ولكن انتهت المعركة بانتصار الدولة السعودية الثانية وسقوط دولة بني خالد بسبب الغدر والخيانة في جيش ماجد بن عريعر